# The Soft Bulletin
The Soft Bulletin es el noveno álbum lanzado por la banda de rock alternativo The Flaming Lips el 17 de mayo de 1999 en el Reino Unido, con un lanzamiento en Estados Unidos siguiendo el 22 de junio de 1999.
Fue lanzado con gran éxito crítico y aclamado por la desviación de su sonido alternativo-pesado de guitarra anterior, hacia una obra más capaz y dispuesta, aunque algo intrincada. 
Fue ampliamente alabado por el público especializado, incluso fue nombrado álbum del año por prestigiosas revistas de música. 

## Producción
El álbum fue considerado por marcar un cambio en el curso de la banda, con melodías pegadizas más tradicionales y música que suena accesible (su anterior álbum, Zaireeka, fue un álbum cuádruple de sonidos experimentales destinado a ser reproducido en cuatro equipos de sonido separados de manera simultánea) y letras que eran más serias y reflexivas en su contenido.
El álbum se caracteriza por su fusión de instrumentos de rock ordinariaos, ritmos electrónicos y sintetizadores. Su sonido grande, capaz, sinfónico, también se ha ganado una reputación como "el Pet Sounds de la década de 1990" a partir de unos pocos críticos. 

## Lista de canciones
- 1.	«Race for the Prize»
- 2.	«A Spoonful Weighs a Ton»
- 3. «The Spark That Bled»
- 4.	«The Spiderbite Song»
- 5.	«Buggin - Mokran Mix»
- 6.	«What Is the Light?»
- 7.	«The Observer»
- 8.	«Waitin' for a Superman»
- 9.	«Suddenly Everything Has Changed»
- 10.	«The Gash»
- 11.	«Feeling Yourself Disintegrate»
- 12.	«Sleeping on the Roof»
- 13.	«Race for the Prize - Mokran Mix»
- 14.	«Waitin' for a Superman - Mokran Mix»